# Adesmia riojana
Adesmia riojana är en ärtväxtart som beskrevs av Arturo Erhardo Erardo Burkart. Adesmia riojana ingår i släktet Adesmia och familjen ärtväxter. Inga underarter finns listade i Catalogue of Life.